# Wenlock y Mandeville
Wenlock y Mandeville fueron las mascotas oficiales de los Juegos Olímpicos y Paralímpicos de Londres 2012, respectivamente. Diseñadas por la empresa Iris Design, según su autor, Michael Morpurgo, nacieron a partir de las últimas gotas de acero sobrante de la construcción de la última viga de apoyo del Estadio Olímpico en una fundidora en Bolton. 
Los nombres de las mascotas se refieren a dos localidades británicas de trascendencia para el olimpismo. El nombre de Wenlock está basado en la ciudad de Much Wenlock, situada en el condado de Shropshire, donde tuvieron lugar los Juegos Olímpicos de Wenlock, una de las inspiraciones del barón Pierre de Coubertin, fundador del movimiento olímpico moderno. El nombre de Mandeville, en tanto, hace referencia a Stoke Mandeville, en el condado de Buckinghamshire. En ese lugar, durante los años 40, el doctor Ludwig Guttmann llegó al Hospital de Stoke Mandeville para poner en marcha una nueva unidad espinal para ayudar a los antiguos soldados que padecían lesiones de médula espinal; Guttmann animó a estos pacientes a practicar un deporte, liderando de esta forma la creación de los Juegos de Stoke Mandeville, precursores del movimiento paralímpico moderno.

## Historia
Wenlock (14 de febrero de 1988): su nombre está inspirado en Much Wenlock en Shropshire, Inglaterra , donde la Sociedad Olímpica Wenlock (Wenlock Olimpyan Society) albergó los primeros Juegos Olímpicos en 1858, inspirando los Juegos Olímpicos modernos. Wenlock tiene 5 brazaletes de la amistad en su muñeca. Cada uno es del color de cada uno de los aros olímpicos. Tiene tres puntos en su cabeza que representan los 3 lugares en el podio. El patrón en su cuerpo con el logo de los juegos, simboliza todo el mundo en dirección a Londres en el 2012. La forma en su frente representa la forma del techo del estadio olímpico.
Mandeville (6 de abril de 1989): su nombre viene del Hospital Stoke Mandeville, en Aylesbury, Buckinghamshire, Inglaterra que auspició los Juegos Stoke Mandeville, los cuales fueron inspiración para los Juegos Paralímpicos. Mandeville usa un cronómetro rosa en su muñeca, en el que se puede leer 0:20:12. Su cabeza, parecida a un casco con tres puntas, en color azul, rojo y verde, representa el símbolo Paralímpico.

## Películas
Las mascotas tuvieron 5 películas:
- Out of a Rainbow (Fuera de un arco iris)
- Adventures on a Rainbow (Aventuras sobre un arco iris)
- Out of a Rainbow (Fuera de un arco iris, película doble para Odeon Cines)
- Rainbow Rescue (Rescate arco iris, película para Odeon Cines)
- Rainbow to the Games (Arco iris a los juegos, película final para Odeon Cines)

## Canción
On a Rainbow fue interpretada por Tom Fletcher y su hermana Carrie Fletcher junto al coro infantil del West Leigh Junior School.